# Sarjamda
Sarjamda è una suddivisione dell'India, classificata come census town, di 18.373 abitanti, situata nel distretto del Singhbhum Orientale, nello stato federato del Jharkhand. In base al numero di abitanti la città rientra nella classe IV (da 10.000 a 19.999 persone).

## Geografia fisica
La città è situata a 22° 44' 51 N e 86° 13' 33 E.

## Società

### Evoluzione demografica
Al censimento del 2001 la popolazione di Sarjamda assommava a 18.373 persone, delle quali 9.370 maschi e 9.003 femmine. I bambini di età inferiore o uguale ai sei anni assommavano a 2.813, dei quali 1.461 maschi e 1.352 femmine. Infine, coloro che erano in grado di saper almeno leggere e scrivere erano 11.010, dei quali 6.671 maschi e 4.339 femmine.